# Breda Mod. 37
La Breda Modello 37 era una mitragliatrice pesante prodotta dall'azienda italiana Società Italiana Ernesto Breda per Costruzioni Meccaniche. Entrata in servizio nel 1937, è stata la mitragliatrice pesante standard in dotazione al Regio Esercito durante lo svolgimento della seconda guerra mondiale.

## Costruzione e operazioni
Il Breda Mod. 37 fu una mitragliatrice pesante con funzionamento automatico a recupero di gas e con raffreddamento ad aria. La canna andava sostituita ogni 450 colpi (in condizione di fuoco continuo) per farla raffreddare; la durata della canna era di 20.000 colpi. Usava una munizione appositamente studiata per l'uso con mitragliatrice; la munizione 8 × 59 mm Breda, piuttosto potente e assimilabile nelle prestazioni alla 8x57 IS tedesca.
Il caricatore era del tipo a piastrina da 20 colpi e veniva introdotto sul lato sinistro dell'arma che limitava, come nella mitragliatrice francese Hotchkiss Mle 1914, il fuoco automatico continuo. Per effettuare il fuoco continuo il servente doveva inserire un caricatore dopo l'altro, mentre il mitragliere teneva premuto il pulsante di sparo. Una caratteristica peculiare dell'arma era quella che ogni bossolo, dopo lo sparo, veniva reinserito nel caricatore. Per poter ricaricare le piastrine di alimentazione o caricatori, esisteva una macchina portatile azionata a manovella che provvedeva a togliere i bossoli dalla piastrina ed a introdurre le nuove cartucce; questo dispositivo era dotato di una tramoggia entro la quale venivano introdotte le cartucce sfuse (fonte: Istruzione provvisoria sulla mitragliatrice Breda 37). Si trattava di uno schema unico della Breda 37, e rappresenta una raffinatezza meccanica utile in tempo di pace, dove le munizioni utilizzate nelle esercitazioni si ricaricano regolarmente, ma che diviene una superflua complessità in guerra.
Vale la pena menzionare anche l'affusto a treppiede della Breda, che come l'arma era ben fatto e robusto: aveva regolazione verticale e orizzontale e anche la possibilità di aggiustamento micrometrico, sia verticale che orizzontale, il che contribuiva non poco alla precisione dell'arma. Inoltre, poteva essere trasformato in affusto contraereo smontando la culla, aggiungendo un quarto piede di sostegno e sollevando l'appoggio posteriore sul quale si fissava la culla.
L'arma fu molto apprezzata dalle truppe italiane, che ne apprezzavano la gittata (ben 5000m) e la precisione e fu molto temuta da tutte le truppe avversarie.
La Breda Mod. 38 è la versione veicolare per installazione contraerea, in torretta o in casamatta.

## Servizio
In servizio, la Breda 37 fu assegnata alle Compagnie Mitraglieri reggimentali, essendo classificata (a giusto titolo) arma pesante di accompagnamento. Combatté su tutti i fronti, e si guadagnò una solida reputazione: era ben fatta e rifinita, e si dimostrò robusta, affidabile e precisa; il suo peso, era però parecchio superiore ad altri tipi di mitragliatrice coevi. La sua produzione proseguì per le forze armate della RSI e per l'esercito tedesco anche dopo il 1943. Il suo utilizzo come arma regolamentare continuò nell'Esercito Italiano anche dopo la guerra, finché non fu sostituita da mitragliatrici più moderne. Durante la seconda guerra mondiale alcune armi catturate agli italiani furono usate in battaglia da unità del Commonwealth.
Dopo l'armistizio di Cassibile e l'occupazione tedesca, le armi cadute nelle mani della Wehrmacht furono immesse in servizio come schweres Maschinengewehr 259 (italienisches) o s.MG 259(i), mentre quelle rimaste in mano italiana furono utilizzate dall'esercito cobelligerante.
La Breda 37 fu anche utilizzata dall'esercito portoghese, sotto il nome di Metralhadora pesada 7,92 mm m/938 Breda. Venne impiegata in Africa durante la guerra coloniale portoghese.
La Breda Mod. 38 fu una variante concepita per l'uso su veicoli, ed era alimentata da un caricatore a serbatoio curvilineo, da 24 cartucce, posto sopra l'arma. La Breda Mod. 38 a differenza dal Mod. 37 dopo lo sparo espelleva il bossolo. Il bossolo veniva comunque recuperato in un sacco raccogli bossoli applicato sotto la mitragliatrice. Il Mod. 38 aveva una impugnatura a pistola. Fu montata anche sui carri armati del Regio Esercito.
Nella riattivazione, dopo la seconda guerra mondiale, delle opere del Vallo Alpino affidato agli Alpini d'Arresto e del nuovo sistema difensivo della Fanteria d'Arresto in pianura, molte furono dotate di questa mitragliatrice, posizionata nelle camere di combattimento.. In questo contesto rimase in attività fino al 1980 perché erano montate su apposito affusto fisso da postazione e fino alla produzione dei nuovi affusti per l'utilizzo delle Mitragliatrici MG 42 non fu possibile sostituirle.
Oggi può essere, raramente, incontrata in alcune zone di guerra. Ne esiste anche una versione per il paintball ed è stata utilizzata nel film La Battaglia di El Alamein (1962) di Giorgio Ferroni del 1969.

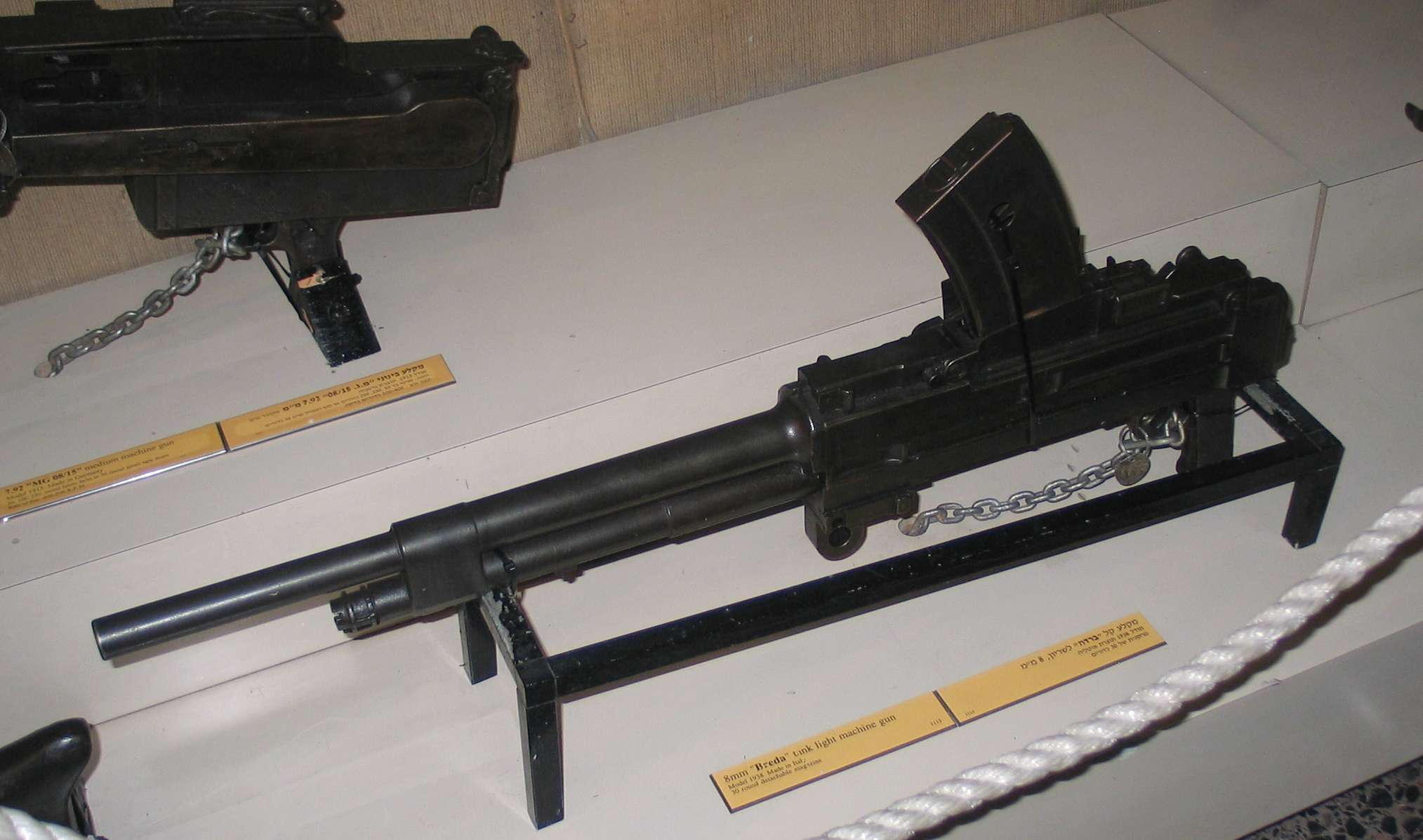
Mitragliatrice Breda mod. 38, variante della Mod. 37 modificata per essere usata sui veicoli. Rispetto alle lastrine scorrevoli della 37, impiegava un molto più razionale caricatore a serbatoio curvilineo.